# Pac-Man Museum
Pac-Man Museum est une compilation de jeux vidéo développé par Namco Bandai Games et édité par Namco, sorti en 2014 sur Windows, PlayStation 3 et Xbox 360.

## Jeux
- Pac-Man (1980)
- Ms. Pac-Man (1981)
- Super Pac-Man (1982)
- Pac & Pal (1983)
- Pac-Land (1984)
- Pac-Mania (1987)
- Pac-Attack (1993)
- Pac-Man Arrangement (2005)
- Pac-Man Championship Edition (2007)
- Pac-Man Battle Royale (2011)

## Accueil
- Canard PC : 5/10[1]